# Luís Filipe Silva
Luís Filipe Silva (n. 6 Dezembro 1969) é um autor Português de ficção científica, tendo sido premiado em 1991 com o Prémio Editorial Caminho de Ficção Científica pela obra O Futuro à Janela.

## Como Autor
- O Futuro à Janela, colectânea de contos (1991)
- GalxMente I: Cidade da Carne, romance (1993)
- GalxMente II: Vinganças, romance 1993)
- Terrarium: Um romance em mosaicos (com João Barreiros, 1996)
- Aqueles Que Repousam na Eternidade, novela (2006)

## Como organizador
- Por Universos Nunca Dantes Navegados (2007), em colaboração com Jorge Candeias
- Vaporpunk (2010), em colaboração com Gerson Lodi-Ribeiro
- Os Anos de Ouro da Pulp Fiction Portuguesa (2011), em colaboração com Luís Corte-Real
- O Resto é Paisagem (2018), em colaboração com Pedro Cipriano[2]

## Como tradutor
- Rainha dos Anjos (Queen of Angels (novel)), Greg Bear
- Crónicas da Espada 1 - O Encontro (Swords and Deviltry), Fritz Leiber
- O Verdadeiro Dr. Fausto (Jack Faust (novel)), Michael Swanwick

## Ligações e referências
- (português) http://tecnofantasia.com – blogue
- (em inglês) Side Effects, weblog
- (português) Bibliografia
- Profile em Infinity Plus

### Ficção
- (português) "A Recordação Imóvel", em E-nigma
- "The Rodney King Global Mass Media Artwork", em Infinity Plus
- "Still Memories", em Fantastic Metropolis